# Motim nos túneis de sinagoga em Nova Iorque
Em 8 de janeiro de 2024, houve confrontos na sede mundial do movimento Chabad-Lubavitch, uma sinagoga localizada em Crown Heights, Brooklyn, causando o motim nos túneis de sinagoga em Nova Iorque quando trabalhadores da construção civil tentaram preencher  túneis que haviam sido escavados ilegalmente sob o edifício. O Departamento de Polícia da Cidade de Nova York foi chamado para intervir e prendeu doze pessoas.